# Psectrosciara brunnescens
Psectrosciara brunnescens är en tvåvingeart som först beskrevs av Enrico Adelelmo Brunetti 1911.  Psectrosciara brunnescens ingår i släktet Psectrosciara och familjen dyngmyggor. Inga underarter finns listade i Catalogue of Life.